# Pinanga veitchii
Pinanga veitchii là loài thực vật có hoa thuộc họ Arecaceae. Loài này được H.Wendl. ex H.J.Veitch miêu tả khoa học đầu tiên năm 1880.